# Uruinimgina
Uruinimgina of Urukagina (ca. 2352-2342) werd koning van de stad Lagasj door het corrupte bewind van de priesters van Ningirsu, die de stad twintig jaar voor hun eigen verrijking geregeerd hadden, omver te werpen. 
Hij noemt zich koning van Girsu en Lagaš en heeft mogelijk de laatste stad veroverd. Er kan een hiaat geweest zijn tussen hem en de vorige vorst van Lagaš, Lugalanda die patesi (vazalvorst) was.
Hij maakte een einde aan de onrechtvaardige belastingen op onder andere begrafenissen en zorgde voor orde en rust. Van zijn hand zijn sommige van de oudste wetten bekend. Uruinimgina regeerde echter niet lang, zo'n acht jaar. Soemer was een door onderlinge twisten verscheurd en verzwakt land. De ensi van Umma, Lugalzagezi, trok op en veroverde achtereenvolgens de steden Girsu, Lagasj en Uruk.
Toch hebben zijn hervormingen nog lang nagewerkt en zijn nog in de tijd van Ur III merkbaar, bijvoorbeeld in de wetgeving van Ur-Nammu. Ze hebben waarschijnlijk belangrijke sociale gevolgen gehad. Hoewel hij duidelijk het machtsevenwicht tussen theocratie en monarchie in de richting van het laatste verschoof, trachtte hij wel de priesters voor zich te winnen door zijn hervormingen voor te stellen als een contract met de godheid Ningirsu waarin de rijken en machtigen niet langer de armen, weduwen en wezen onrecht aan konden doen.